# Sphinctus nigriventris
Sphinctus nigriventris là một loài tò vò trong họ Ichneumonidae.